# Zmartwychwstanie Chrystusa (obraz Rafaela)
Zmartwychwstanie Chrystusa, zwane również Zmartwychwstaniem Kinnairda (od nazwiska ostatniego właściciela) – to obraz olejny na desce autorstwa włoskiego artysty renesansu, Rafaela Santiego, powstały w latach (1499–1502). Obecnie znajduje się w Museu de Arte de São Paulo.
Jest to jedno z najwcześniejszych, znanych malowideł artysty. Zostało wykonane w latach 1499-1502. Jest to prawdopodobnie fragment nieznanej predelli. Być może stanowiło część malowideł ołtarzowych w kaplicy Andrea Baronci, w kościele św. Augustyna w Città di Castello, które zostały poważnie zniszczone podczas trzęsienia ziemi w 1789, a których fragmenty znajdują się w różnych muzeach Europy.
Zmartwychwstanie jest jednym z pierwszych zachowanych dzieł Rafaela, w których dostrzegamy jego naturalny, dramatyczny styl kompozycji, w przeciwieństwie do dzieł jego mistrza Pietro Perugino. Zdecydowanie racjonalna kompozycja jest zdominowana przez idealny układ geometryczny, który łączy między sobą wszystkie elementy sceny i nadaje im ożywiony rytm, przekształcając postacie w bohaterów jednej, wielkiej choreografii. Obraz wykazuje wpływy Pinturicchia i Melozzo da Forli, a poprzez aranżację przestrzenną ukazującą tendencję do ukazania ruchu, pozwala wnioskować, że artysta znał sztukę florencką tamtej epoki.